# Copa América Feminina de 2025
A Copa América Feminina de 2025 foi a décima edição do principal campeonato internacional de futebol feminino da América do Sul, disputada pelas seleções filiadas à Confederação Sul-Americana de Futebol (CONMEBOL). A competição foi realizada no Equador de 11 de julho a 2 de agosto de 2025. A partir desta edição, o torneio voltou a ser realizado em anos ímpares como era até 2003, mantendo o sistema quadrienal e acontecendo em simultâneo com o Campeonato Europeu de Futebol Feminino.
Como celebração do 10.º aniversário da Copa América Feminina, teve o Brasil como defensor do título, tendo conquistado as últimas quatro edições. Na final contra a Colômbia, as brasileiras venceram por 5–4 na disputa por pênaltis após empate em 4–4 após a prorrogação. Foi o nono título do Brasil na competição, se classificando para a disputa da Finalíssima Feminina contra a Inglaterra, campeã europeia, como em 2023.
Diferentemente das edições anteriores, o torneio não funcionou como qualificação sul-americana para a Copa do Mundo Feminina da FIFA 2027, sendo organizado um torneio classificatório próprio. No entanto, forneceu duas vagas para o torneio de futebol feminino dos Jogos Olímpicos de 2028, em Los Angeles, e mais três vagas para o torneio dos Jogos Pan-Americanos de 2027, em Lima (além do Peru, classificado automaticamente como anfitrião).

## Equipes
| Equipe              | Aparição | Melhor desempenho anterior                               | Ranking da FIFA (no início do evento) |
| ------------------- | -------- | -------------------------------------------------------- | ------------------------------------- |
| Argentina           | 9.ª      | Campeã (2006)                                            | 32                                    |
| Bolívia             | 9.ª      | 5.º lugar (1995)                                         | 105                                   |
| Brasil              | 10.ª     | Campeã (1991, 1995, 1998, 2003, 2010, 2014, 2018 e 2022) | 4                                     |
| Chile               | 10.ª     | Vice-campeã (1991 e 2018)                                | 39                                    |
| Colômbia            | 8.ª      | Vice-campeã (2010, 2014 e 2022)                          | 18                                    |
| Equador (anfitrião) | 9.ª      | 3.º lugar (2014)                                         | 67                                    |
| Paraguai            | 8.ª      | 4.º lugar (2006, 2022)                                   | 45                                    |
| Peru                | 8.ª      | 3.º lugar (1998)                                         | 77                                    |
| Uruguai             | 8.ª      | 3.º lugar (2006)                                         | 63                                    |
| Venezuela           | 9.ª      | 3.º lugar (1991)                                         | 48                                    |

## Sedes
Os locais foram anunciados pela CONMEBOL em 5 de maio de 2025. As competições se concentraram totalmente em Quito.
| QuitoCopa América Feminina de 2025 (Equador) | QuitoCopa América Feminina de 2025 (Equador) | Estádio Banco Guayaquil      |
| QuitoCopa América Feminina de 2025 (Equador) | QuitoCopa América Feminina de 2025 (Equador) | Capacidade: 12 000           |
| QuitoCopa América Feminina de 2025 (Equador) | QuitoCopa América Feminina de 2025 (Equador) |                              |
| QuitoCopa América Feminina de 2025 (Equador) | QuitoCopa América Feminina de 2025 (Equador) | Estádio Gonzalo Pozo Ripalda |
| QuitoCopa América Feminina de 2025 (Equador) | QuitoCopa América Feminina de 2025 (Equador) | Capacidade: 18 779           |
| QuitoCopa América Feminina de 2025 (Equador) | QuitoCopa América Feminina de 2025 (Equador) |                              |
| QuitoCopa América Feminina de 2025 (Equador) | QuitoCopa América Feminina de 2025 (Equador) | Estádio Rodrigo Paz Delgado  |
| QuitoCopa América Feminina de 2025 (Equador) | QuitoCopa América Feminina de 2025 (Equador) | Capacidade: 41 575           |
| QuitoCopa América Feminina de 2025 (Equador) | QuitoCopa América Feminina de 2025 (Equador) |                              |

## Sorteio
O sorteio foi realizado em 19 de dezembro de 2024, às 13:30 no horário local (UTC−3), em Luque, no Paraguai, sede da CONMEBOL.
| Cabeça de chave                    | Pote 1             | Pote 2         | Pote 3            | Pote 4       |
| ---------------------------------- | ------------------ | -------------- | ----------------- | ------------ |
| Equador (Grupo A) Brasil (Grupo B) | Colômbia Argentina | Paraguai Chile | Venezuela Uruguai | Bolívia Peru |

## Arbitragem
As árbitras e assistentes para o torneio foram definidas no dia 14 de junho de 2025.
| Federação | Árbitra             | Assistentes                    |
| --------- | ------------------- | ------------------------------ |
| AFA       | Roberta Echeverria  | Gisela Trucco Daiana Milone    |
| FBF       | Adriana Farfán      | Elizabeth Blanco María Cabezas |
| CBF       | Daiane Muniz        | Leila Moreira Maíra Mastella   |
| FFCH      | Dione Rissios       | Marcia Castillo Leslie Vásquez |
| FCF       | Maria Victoria Daza | Mary Blanco Mayra Sánchez      |
| FEF       | Marcelly Zambrano   | Mónica Amboya Viviana Segura   |

| Federação | Árbitra              | Assistentes                                    |
| --------- | -------------------- | ---------------------------------------------- |
| APF       | Zulma Quiñonez       | Nadia Weiler Nancy Fernández                   |
| FPF       | Milagros Arruela     | Mariana Aquino Vera Yupanqui                   |
| AUF       | Anahí Fernández      | Daiana Fernández Belén Clavijo                 |
| FVF       | Emikar Calderas      | Migdalia Rodríguez Francis García              |
| UEFA      | MKD Ivana Projkovska | ITA Giulia Tempestilli ESP Iragartze Fernández |

## Fase de grupos
Na fase de grupos, as equipes são classificadas por pontos (3 pontos por vitória, 1 ponto por empate, 0 pontos por derrota). Em caso de empate em pontos, os critérios de desempate serão aplicados na seguinte ordem:
1. Diferença de gols
2. Gols marcados
3. Resultado de confronto direto em jogos entre times empatados
4. Sorteio

As duas melhores equipes de cada grupo avançam para a fase final.
Todas as partidas seguem o fuso horário do Equador (UTC−5).

### Grupo A
| Pos | Equipe    | Pts | J | V | E | D | GP | GC | SG | Classificado           |
| --- | --------- | --- | - | - | - | - | -- | -- | -- | ---------------------- |
| 1   | Argentina | 12  | 4 | 4 | 0 | 0 | 6  | 1  | +5 | Semifinais             |
| 2   | Uruguai   | 7   | 4 | 2 | 1 | 1 | 6  | 3  | +3 | Semifinais             |
| 3   | Chile     | 6   | 4 | 2 | 0 | 2 | 6  | 6  | 0  | Disputa pelo 5.º lugar |
| 4   | Equador   | 4   | 4 | 1 | 1 | 2 | 6  | 7  | −1 |                        |
| 5   | Peru      | 0   | 4 | 0 | 0 | 4 | 1  | 8  | −7 |                        |

| 11 de julho | Equador                       | 2 – 2     | Uruguai                              | Estádio Banco Guayaquil, Quito |
| 19:00       | Correa 72' (g.c.) · Arias 78' | Relatório | Aquino 11' · Pa. González 53' (pen.) | Árbitro: BRA Daiane Muniz      |

| 12 de julho | Peru | 0 – 3     | Chile                                    | Estádio Banco Guayaquil, Quito |
| 16:00       |      | Relatório | Cabezas 62' · Keefe 82' · Valencia 90+4' | Árbitro: VEN Emikar Calderas   |

| 15 de julho | Uruguai | 0 – 1     | Argentina      | Estádio Banco Guayaquil, Quito |
| 16:00       |         | Relatório | Bonsegundo 76' | Árbitro: PAR Zulma Quiñónez    |

| 15 de julho | Peru        | 1 – 3     | Equador                                        | Estádio Banco Guayaquil, Quito |
| 19:00       | Bilcape 69' | Relatório | Arias 16' · Bolaños 42' (pen.) · Moreira 90+7' | Árbitro: MKD Ivana Projkovska  |

| 18 de julho | Uruguai    | 1 – 0     | Peru | Estádio Banco Guayaquil, Quito |
| 16:00       | Aquino 64' | Relatório |      | Árbitro: BOL Adriana Farfán    |

| 18 de julho | Argentina                | 2 – 1     | Chile     | Estádio Banco Guayaquil, Quito   |
| 19:00       | Falfán 75' · Cometti 90' | Relatório | Pardo 11' | Árbitro: COL María Victoria Daza |

| 21 de julho | Argentina     | 1 – 0     | Peru | Estádio Banco Guayaquil, Quito |
| 16:00       | Rodríguez 88' | Relatório |      | Árbitro: BRA Daiane Muniz      |

| 21 de julho | Chile                      | 2 – 1     | Equador            | Estádio Banco Guayaquil, Quito |
| 19:00       | Keefe 35' · N. López 45+5' | Relatório | Bolaños 24' (pen.) | Árbitro: PAR Zulma Quiñónez    |

| 24 de julho | Equador | 0 – 2     | Argentina                  | Estádio Banco Guayaquil, Quito |
| 19:00       |         | Relatório | Núñez 19' · Bonsegundo 70' | Árbitro: BOL Adriana Farfán    |

| 24 de julho | Chile | 0 – 3     | Uruguai                                     | Estádio Gonzalo Pozo Ripalda, Quito |
| 19:00       |       | Relatório | Pa. González 40' (pen.) · Carballo 65', 73' | Árbitro: MKD Ivana Projkovska       |

### Grupo B
| Pos | Equipe    | Pts | J | V | E | D | GP | GC | SG  | Classificado           |
| --- | --------- | --- | - | - | - | - | -- | -- | --- | ---------------------- |
| 1   | Brasil    | 10  | 4 | 3 | 1 | 0 | 12 | 1  | +11 | Semifinais             |
| 2   | Colômbia  | 8   | 4 | 2 | 2 | 0 | 12 | 1  | +11 | Semifinais             |
| 3   | Paraguai  | 6   | 4 | 2 | 0 | 2 | 8  | 9  | −1  | Disputa pelo 5.º lugar |
| 4   | Venezuela | 4   | 4 | 1 | 1 | 2 | 8  | 5  | +3  |                        |
| 5   | Bolívia   | 0   | 4 | 0 | 0 | 4 | 1  | 25 | −24 |                        |

| 13 de julho | Bolívia | 0 – 4     | Paraguai                                   | Estádio Gonzalo Pozo Ripalda, Quito |
| 16:00       |         | Relatório | C. Martínez 23', 40', 61' · Chamorro 90+3' | Árbitro: ECU Marcelly Zambrano      |

| 13 de julho | Brasil                                  | 2 – 0     | Venezuela | Estádio Gonzalo Pozo Ripalda, Quito |
| 19:00       | Amanda Gutierres 32' · Duda Sampaio 88' | Relatório |           | Árbitro: PER Milagros Arruela       |

| 16 de julho | Bolívia | 0 – 6     | Brasil                                                                 | Estádio Gonzalo Pozo Ripalda, Quito |
| 16:00       |         | Relatório | Luany 13', 32' · Kerolin 37' (pen.), 79', 83' · Amanda Gutierres 90+5' | Árbitro: ARG Roberta Echeverría     |

| 16 de julho | Venezuela | 0 – 0     | Colômbia | Estádio Gonzalo Pozo Ripalda, Quito |
| 19:00       |           | Relatório |          | Árbitro: CHI Dione Rissios          |

| 19 de julho | Venezuela                                                                       | 7 – 1     | Bolívia      | Estádio Gonzalo Pozo Ripalda, Quito |
| 16:00       | Altuve 13', 58', 61' · García 24' · Guarecuco 29' · Chirinos 48' · Carrasco 69' | Relatório | Doerksen 18' | Árbitro: MKD Ivana Projkovska       |

| 19 de julho | Colômbia                                      | 4 – 1     | Paraguai        | Estádio Gonzalo Pozo Ripalda, Quito |
| 19:00       | Caicedo 13', 83' · Ramírez 57' · Santos 90+4' | Relatório | C. Martínez 15' | Árbitro: URU Anahí Fernández        |

| 22 de julho | Colômbia | 8 – 0     | Bolívia | Estádio Gonzalo Pozo Ripalda, Quito |
| 16:00       | Montoya 9', 33' · Ramírez 13' · A. Flores 37' (g.c.) · Caicedo 43' · Bonilla 56' · Carabalí 70' · Loboa 90+3' | Relatório |         | Árbitro: ECU Marcelly Zambrano      |

| 22 de julho | Paraguai        | 1 – 4     | Brasil                                                    | Estádio Gonzalo Pozo Ripalda, Quito |
| 19:00       | C. Martínez 65' | Relatório | Yasmim 27', 39' · Amanda Gutierres 60' · Duda Sampaio 75' | Árbitro: CHI Dione Rissios          |

| 25 de julho | Brasil | 0 – 0     | Colômbia | Estádio Banco Guayaquil, Quito |
| 19:00       |        | Relatório |          | Árbitro: PER Milagros Arruela  |

| 25 de julho | Paraguai                     | 2 – 1     | Venezuela  | Estádio Gonzalo Pozo Ripalda, Quito |
| 19:00       | Acosta 64' · C. Martínez 84' | Relatório | Altuve 40' | Árbitro: URU Anahí Fernández        |

## Fase final
Todas as partidas seguem o fuso horário do Equador (UTC−5).
|  | Semifinais          | Semifinais          |       |                     | Final               | Final |  |
|  |                     |                     |       |                     |                     |       |  |
|  | 28 de julho – Quito |                     |       |                     |                     |       |  |
|  | Argentina           | 0 (4)               |       |                     |                     |       |  |
|  | Colômbia (pen)      | 0 (5)               |       |                     |                     |       |  |
|  |                     |                     |       |                     |                     |       |  |
|  |                     |                     |       |                     | 2 de agosto – Quito |       |  |
|  |                     |                     |       |                     | Colômbia            | 4 (4) |  |
|  |                     | Brasil (pen)        | 4 (5) |                     |                     |       |  |
|  |                     |                     |       |                     |                     |       |  |
|  |                     |                     |       |                     |                     |       |  |
|  |                     |                     |       |                     | Terceiro lugar      |       |  |
|  | 29 de julho – Quito | 29 de julho – Quito |       | 1 de agosto – Quito | 1 de agosto – Quito |       |  |
|  | Brasil              | 5                   |       | Argentina (pen)     | 2 (5)               |       |  |
|  | Uruguai             | 1                   |       |                     | Uruguai             | 2 (4) |  |

### Disputa pelo quinto lugar
| 28 de julho | Chile | 0 – 1     | Paraguai      | Estádio Banco Guayaquil, Quito |
| 16:00       |       | Relatório | Arrieta 90+2' | Árbitro: VEN Emikar Calderas   |

### Semifinal
| 28 de julho | Argentina | 0 – 0     | Colômbia | Estádio Rodrigo Paz Delgado, Quito |
| 19:00       |           | Relatório |          | Árbitro: MKD Ivana Projkovska      |

|                                                  |       | Penalidades                                |  |
| Bonsegundo Braun Gramaglia Cometti Núñez Stábile | 4 – 5 | Usme Carabalí Paví Ramírez Caicedo Bonilla |  |

| 29 de julho | Brasil                                                                       | 5 – 1     | Uruguai             | Estádio Rodrigo Paz Delgado, Quito |
| 19:00       | Amanda Gutierres 11', 65' · Gio Queiroz 13' · Marta 27' (pen.) · Dudinha 86' | Relatório | Isa Haas 51' (g.c.) | Árbitro: PAR Zulma Quiñónez        |

### Disputa pelo terceiro lugar
| 1 de agosto | Argentina                    | 2 – 2     | Uruguai                 | Estádio Rodrigo Paz Delgado, Quito |
| 19:00       | Cometti 24' · Bonsegundo 83' | Relatório | Pizarro 35' · Viera 45' | Árbitro: VEN Emikar Calderas       |

|                                          |       | Penalidades                                  |  |
| Bonsegundo Braun Roggerone Cometti Núñez | 5 – 4 | Pa. González Lacoste Ramírez Olivera Pizarro |  |

### Final
| 2 de agosto | Colômbia                                                      | 4 – 4 (pro) | Brasil                                                           | Estádio Rodrigo Paz Delgado, Quito |
| 16:00       | Caicedo 25' · Tarciane 69' (g.c.) · Ramírez 88' · Santos 115' | Relatório   | Angelina 45+9' (pen.) · Amanda Gutierres 80' · Marta 90+6', 105' | Árbitro: CHI Dione Rissios         |

|                                                    |       | Penalidades                                                   |  |
| Usme Restrepo Paví Santos Caicedo Bonilla Carabalí | 4 – 5 | Tarciane Angelina Amanda Gutierres Mariza Marta Jhonson Luany |  |

| 0 | Colômbia | Brasil | 0 |

## Artilharia
6 gols (2)
- BRA Amanda Gutierres
- PAR Claudia Martínez

4 gols (2)
- COL Linda Caicedo
- VEN Oriana Altuve

3 gols (4)
- ARG Florencia Bonsegundo
- BRA Kerolin
- BRA Marta
- COL Mayra Ramírez

2 gols (12)
- ARG Aldana Cometti
- BRA Duda Sampaio
- BRA Luany
- BRA Yasmin
- CHI Sonya Keefe
- COL Daniela Montoya
- COL Leicy Santos
- ECU Emily Arias
- ECU Nayely Bolaños
- URU Belén Aquino
- URU Pamela González
- URU Wendy Carballo

1 gol (25)
- ARG Daiana Falfán
- ARG Kishi Núñez
- ARG Yamila Rodríguez
- BOL Emilie Doerksen
- BRA Angelina
- BRA Dudinha
- BRA Gio Queiroz
- CHI Mary Valencia
- CHI Nayadet López
- CHI Pamela Cabezas
- CHI Vaitiare Pardo
- COL Jorelyn Carabalí
- COL Valerín Loboa
- COL Wendy Bonilla
- ECU Ligia Moreira
- PAR Camila Arrieta
- PAR Fátima Acosta
- PAR Lice Chamorro
- PER Raquel Bilcape
- URU Esperanza Pizarro
- URU Juliana Viera
- VEN Gabriela García
- VEN Joemar Guarecuco
- VEN Melanie Chirinos
- VEN Raiderlin Carrasco

Gols contra (4)
- BOL Anabel Flores (para a Colômbia)
- BRA Isa Haas (para o Uruguai)
- BRA Tarciane (para a Colômbia)
- URU Yannel Correa (para o Equador)

## Qualificação para torneios internacionais

### Jogos Olímpicos
As duas equipes finalistas se classificaram para o torneio olímpico de futebol feminino de 2028.
| Equipe   | Qualificado em      | Aparições anteriores em Jogos Olímpicos1           |
| -------- | ------------------- | -------------------------------------------------- |
| Colômbia | 28 de julho de 2025 | 3 (2012, 2016, 2024)                               |
| Brasil   | 29 de julho de 2025 | 8 (1996, 2000, 2004, 2008, 2012, 2016, 2020, 2024) |

1Itálico indica os anfitriões daquela edição.

### Jogos Pan-Americanos
As três equipes subsequentes se classificaram para o torneio de futebol feminino dos Jogos Pan-Americanos de 2027, juntamente com o Peru que estava previamente classificado como anfitrião.
| Equipe    | Qualificado em      | Aparições anteriores em Jogos Pan-Americanos2 |
| --------- | ------------------- | --------------------------------------------- |
| Peru      | 14 de março de 2024 | 1 (2019)                                      |
| Paraguai  | 28 de julho de 2025 | 3 (2007, 2019, 2023)                          |
| Argentina | 28 de julho de 2025 | 6 (2003, 2007, 2011, 2015, 2019, 2023)        |
| Uruguai   | 29 de julho de 2025 | 1 (2007)                                      |

2 Negrito indica campeões daquela edição. Itálico indica os anfitriões daquela edição.

## Classificação final
A classificação final é determinada através da fase em que a seleção alcançou e a sua pontuação, levando em conta os critérios de desempate.
| Pos. | Seleção   | Pts | J | V | E | D | GP | GC | SG  | Status                                    |
| ---- | --------- | --- | - | - | - | - | -- | -- | --- | ----------------------------------------- |
| 1    | Brasil    | 14  | 6 | 4 | 2 | 0 | 21 | 6  | +15 | Classificadas aos Jogos Olímpicos de 2028 |
| 2    | Colômbia  | 10  | 6 | 2 | 4 | 0 | 16 | 5  | +11 | Classificadas aos Jogos Olímpicos de 2028 |
| 3    | Argentina | 14  | 6 | 4 | 2 | 0 | 8  | 3  | +5  | Classificadas ao Pan de 2027              |
| 4    | Uruguai   | 9   | 6 | 2 | 2 | 2 | 9  | 10 | –1  | Classificadas ao Pan de 2027              |
| 5    | Paraguai  | 9   | 5 | 3 | 0 | 2 | 9  | 9  | 0   | Classificadas ao Pan de 2027              |
| 6    | Chile     | 6   | 5 | 2 | 0 | 3 | 6  | 7  | –1  |                                           |
| 7    | Venezuela | 4   | 4 | 1 | 1 | 2 | 8  | 5  | +3  |                                           |
| 8    | Equador   | 4   | 4 | 1 | 1 | 2 | 6  | 7  | –1  |                                           |
| 9    | Peru      | 0   | 4 | 0 | 0 | 4 | 1  | 8  | –7  | Classificada ao Pan de 2027 (anfitrião)   |
| 10   | Bolívia   | 0   | 4 | 0 | 0 | 4 | 1  | 25 | –24 |                                           |